# IRIX
IRIX（アイリックス）とは、シリコングラフィックス (SGI) によって開発された、BSD機能拡張を施したSystem Vをベースとする、32ビットおよび64ビットのMIPSアーキテクチャのワークステーションおよびサーバ用UNIXオペレーティングシステム (OS) である。

## 概要
UNIXを基盤としているため、非常に可用性が高く、IRIXが持つXFSファイルシステムは、業界内ではもっとも先進的なジャーナリングファイルシステムと見られている。3Dグラフィックスやビデオ、広帯域データ転送を伴う処理に特に強い。
メインのデスクトップ環境にGUIを備えた初期UNIX OSのうちのひとつであり、その非常に高い3Dグラフィックスのパフォーマンスのために、コンピューターアニメーション業界や科学技術計算の結果を視覚化する用途に広く用いられている。広く使われている3次元コンピュータグラフィックス技術であるOpenGLは、IRIXで使われていたIRIS GLという技術が元になっている。
見た目をカスタマイズできる4Dwm ウィンドウマネージャとMotif ウィジェット・ツールキットを備えた、IRIX Interactive Desktop（旧称「IndigoMagic」）を使用している。

## 現状
2006年8月16日にリリースされたIRIX 6.5.30が（2008年9月16日現在においても）最新バージョンである。
SGIが2006年5月に連邦倒産法第11章の適用を申請したことによる、事業の縮小と開発費の削減に伴い、MIPS系を対象としたIRIXの機能拡張の停止とMIPS搭載のIRIXサーバの販売停止を2006年9月10日に公表した。
サポートは2013年12月末まで継続される。